# Cleidomancia

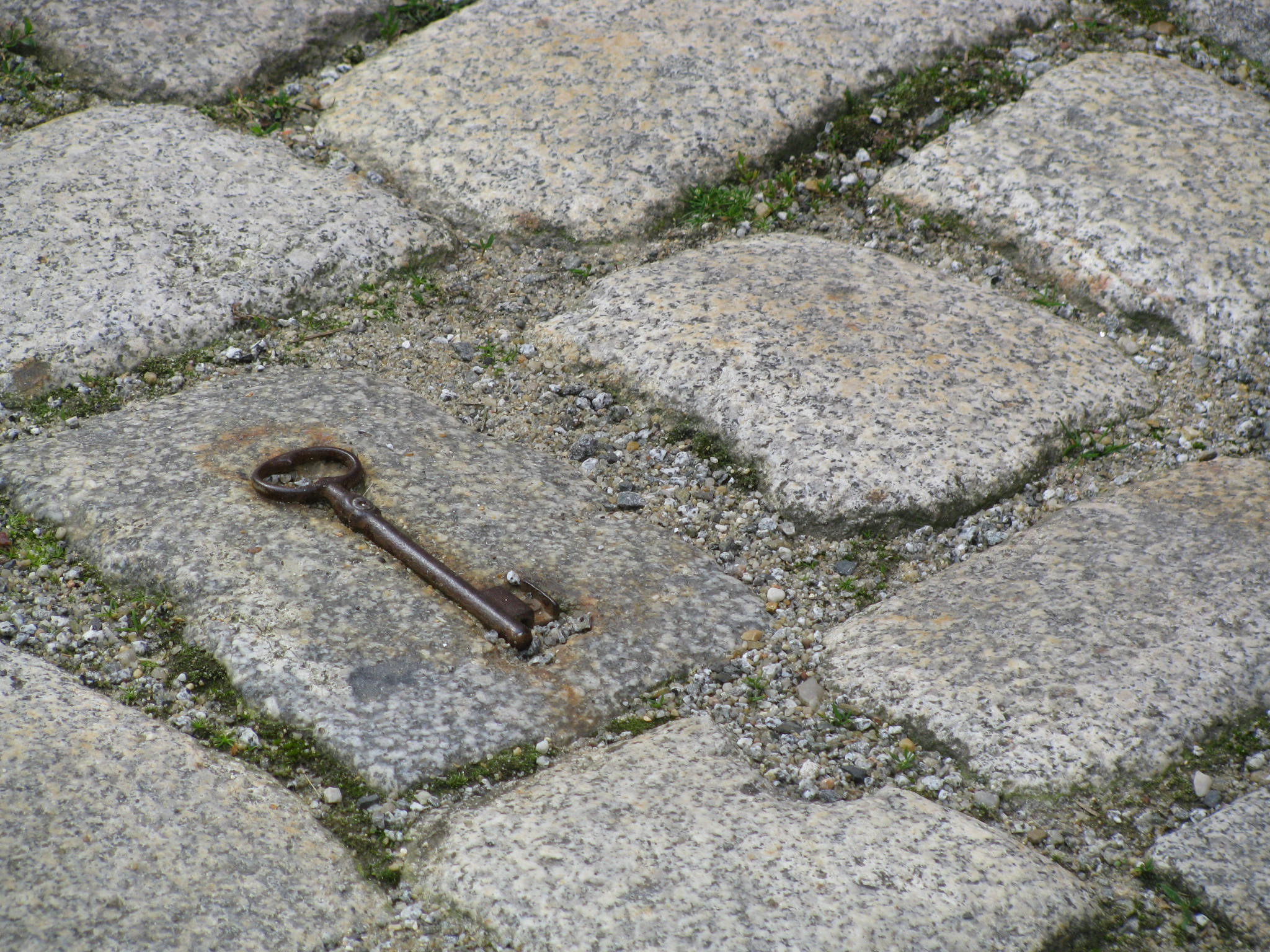

Cleidomancia era la adivinación que se practicaba por medio de las llaves. 

## Características
Se ignora que número y que movimiento de llaves exigían los antiguos para esta adivinación. Delrio nos dice tan solo que esta ceremonia supersticiosa se practicó todavía por algún tiempo al principio del cristianismo. Dice: 
Cuando se quería descubrir si una persona sospechosa de robo o de alguna otra maldad era culpable, se tomaba una llave, en la cual se enrollaba un papel donde estaba escrito el nombre de la persona sospechosa; luego se ataba esta llave a una Biblia, que se ponía en las manos de una virgen. Después se pronunciaban con tono muy bajo ciertas palabras, entre las cuales había el nombre del acusado y a este nombre se veía sensiblemente moverse el papel.